# Gontzal Mendibil
Gontzal Mendibil Bengoetxea (1956- ) es un cantautor y escritor español en euskera. 
Gontzal Mendibil tiene una relevante obra musical y literaria en euskera, con más de 18 discos editados, alguno emblemáticos de la canción protesta de la transición en el País Vasco como Zaurietatik dario (Mana de las heridas, en castellano), que grabó junto a Xabier Castillo Xeberri en 1974, que contiene piezas relevantes de la canción vasca del último periodo del siglo XX como Bagare (Somos, en castellano) o Kapitalismoak (Capitalismo, en castellano) y fue un récord de ventas en su tiempo con más de 25 000 copias vendidas en el País Vasco en solo seis meses. Fue un referente de la canción protesta vasca contra el régimen franquista. Ha sido autor de muchas letras que ha cantado, pero también ha puesto música a los poemas de muchos poetas vascos contemporáneos, y ha realizado discos dedicados a José María Iparraguirre y Aita Arrupe. Entre su obra literaria destaca la novela Gorbeiako haizea (Viento del Gorbea en castellano).

## Biografía
Gontzal Mendibil nació en la localidad vizcaína de Ceánuri, en el País Vasco (España) el 25 de enero de 1959. Con cinco años de edad entró al coro de la iglesia de Ceánuri, siendo el miembro más joven del mismo. Aprendió a tocar la guitarra, el txistu y acordeón En 1973, con 17 años de edad, ganó el concurso de "El Abra" de Guecho el cual le da popularidad, comenzando entonces su carrera como cantante. En 1975 forma dúo con Xabier Castillo Xeberri que dura un año y medio. Con Xeberri saca, producido por IZ disketxea, el disco Zaurietatik dario con dos temas que se hacen icónicos, Kapitalismoak y Bagare, en la canción protesta vasca durante la transición. Realizan más de 200 recitales y venden más de 25.000 copias en seis meses. 
En 1976 se disuelve el dúo con Xeberri y emprende la carrera en solitario. En 1978 publica, también con IZ disketxea, su primer disco Argitze garaian egunsentiari agur con letras de Jon Lopetegui, Bittor Kapanaga, Telesforo Monzón, Bertolt Brecht y cuatro temas propios y acompañado por los músicos Carlos Laporta Segarra, Begoña Agirre, Aingeru Bergizes y Karmelo Sarrionandia. En 1983 publica Hasperen itum, que edita Elkar, musicando poemas de Mikel Zarate que completa con letras propias y de Jesús Etxezarraga y Bittor Kapanaga. En esta producción colaboran los músicos Karla Ardanza, Fran Rubio, Eduardo Basterra y Pako Díaz de Akelarre, entre otros.
En 1988 lanza el trabajo Egunen batean, que produce IZ disketxea, que incluye la exitosa canción Merezi ote? y dos años más tarde, también con IZ disketxea, el álbum Zu zeu donde canta letras de Joseba Sarrionandia, Joxean Artze, Xabier Amuriza, Vitoriano Gandiaga, Cesare Pavese y Fernando Pessoa.
A partir de 1990 realiza varios trabajos monográficos. En 1992, producido por el sello discográfico Keinu, hace un monográfico con letras de José María Iparraguirre que titula  Iparragirre hegalaria y en 1993 publica una recopilación de villancicos escritos por Vitoriano Gandiaga en el disco Orentzaro (Orentzero, personaje navideño vasco).

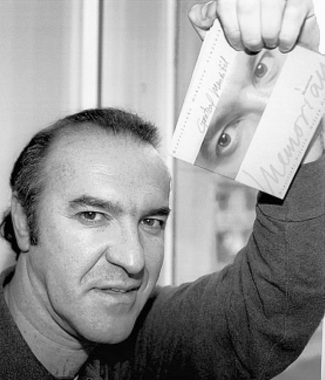
Gontzal Mendibil con el disco Memorian (Egunkaria, 2001)

En 2001, también con Keinu, publica Memorian (En la memoria en castellano). en el que recupera alguno temas relevantes de su carrera como Merezi ote, Santutxuko aldapa, Bagare, Ama lurra o Laster. En Memoriam participa la Orquesta Sinfónica de Bratislava -dirigida por Juan José Ocón- y el Orfeón Donostiarra -dirigido por José Antonio Sainz Alfaro. Colaboran junto a Mendibil, Marife Nogales (voz) y Gerard Luc (acordeón), Alberto Rodríguez (guitarra acústica), Iker Goenaga (trikitixa), Oreka TX (txalaparta), Iñigo Eguía (percusión) y Blas Fernández (timbales). Tras el atentado del 11 de marzo de 2004, Gontzal Mendibil seleccionó algunos temas de Memoriam y grabó castellano el disco Lagrimas al viento que editó Keinu. ese mismo año con la misma discográfica, publica Zuri so, que incluye la letra de varios poetas contemporáneos, José Luis Padron, Igor Estankona y Kirmen Uribe. Al año siguiente, salió el disco Zuri so: zuzenean (en castellano Para tí: en directo).
En 2003 lanza el disco doble Elorri loratua. Bitoriano Gandiaga (en castellano Espino en flor. Bitoriano Gandiaga). En este trabajo participaron junto a Gontzal Mendibil, Xabier Lete, Oskarbi, Gorka Knörr, Antton Valverde y Urko, entre otros y sirvió de homenaje a Gandiaga que acababa de fallecer, Mendibil fue uno de los organizadores del homenaje que le rindieron en el Santuario de Aránzazu en Oñate.
En 2005 publica 30 urte (30 años en castellano), trabajo en el que hace un repaso de su carrera. El álbum lo produce Keinu y consta de tres partes, la primera titulada Oroitzapenezkoak (Recuerdos en castellano) recopila canciones como Kapitalismoak, Laster-laster, Bagare, Agur Euskalerriari, Memorian, Merezi ote y Herria maitatzeko. En la segunda parte, dedicada a canciones de amor, hay temas como Hator hator, Zu zeu ta ni, Sari bage", Ene maitea, Amorez eria y Nigan zaitudanean. En la tercera parte, a al que también denomina Oroitzapenezkoak, incluye las canciones como Ez zara aske, Santutxuko aldapan, Oi Eguberri, Muxuz muxu y "Abandoko geltokian entre otras.
En 2007 publica otro trabajo temático, esta vez dedicado al Padre Arrupe al que titula Arrupe, nire isiltasun hau-Arrupe, mi silencio y lo edita la discográfica Keinu. Este trabajo incluye canciones en euskera, castellano, inglés y japonés. Incluye la canción de Louis Armstrong Qué mundo tan maravilloso junto a composiciones de Handel, Verdi y Bach. Se realizó un espectáculo en el palacio Euskalduna de Bilbao en el que participaron 90 actores y actrices y se editaron 2 discos CD y un DVD.
En 2005 publicó la novela Viento de Gorbea editada por Keinu.

## Obra

### Discos
- Zaurietatik dario (Mana de las heridas), editado por IZ disketxea, con Gaztelupe Hotsak en 1975.
- Egunsentiari agur (Adiós al amanecer), editado por IZ disketxe en 1978.
- Hasperen itun (Un tratado de suspiros), editado por Elkar en 1983.
- Egunen batean (Un día)), editado por IZ disketxea, en 1988.
- Zu zeu (Tú mismo), editado por IZ disketxea, en 1991.
- Iparragirre hegalaria  (Iparraguirre volador), editado por Keinu en 1992.
- Olentzaro, editado por Keinu en 1993.
- Memorian (En la memoria), editado por Keinu en 2001.
- Elorri loratua. Bitoriano Gandiagari  (Espino en flor. Bitoriano Gandiagari), editado por Keinu en 2003.

- Lágrimas al viento, editado por Keinu en 2004).[4]

- Zuri so (A ti), editado por Keinu en 2004).[5]

- 30 urte (30 años), editado por Keinu en 2005.[6]

- Arrupe, nire ixiltasun hau (Arrupe, este silencio mío), editado por Keinu en 2007.[7]

- Neure txiki polita. Gorbeialdeko kantuak oroituz (Mi pequeña bonita. Recordando las canciones de del Gorbea), editado por Elkar en 2011.[8]

- Nire bihotzak zure begiak ditu (Mi corazón tiene tus ojos), editado por Elkar en 2014.[9]

- Poéticas sentimentales, editado por Tori producciones en 2018.

- Gau majikoa(Noche mágica), editado por Tori producciones en 2018.[10]

- Biok (Ambos), editado en 2019.

### Musicales
- Iparragirre Hegalaria realizado en 1992.
- Olentzaro realizado en 1993.
- Elorri Loratua realizado en 2003.
- Arrupe realizado en 2007.
- Gau Magikoa realizado en 2018.

### Documentales
- Agirre lehendakaria realizado en 2010.
- Aita Patxi realizado en 2012.

### Novela
- Gorbeiako haizea editada en 2012.

### Ensayo
- Bittor eta Biok, Bittor Kapanaga "Euskal Sokratesen" gogoeta ondarea (Bittor y yo, Bittor Kapanaga el legado de la reflexión del "Sócrates vasco") realizado en 2019.

### Colaboraciones
- En 2012, Tres poemas musicales del poemario de la poeta Ainara Maia Urroz, Itxaropena bihotzarentzat, Egidazu toki bat y Noizbait.

## Zaurietatik dario
Zaurietatik dario, Fluye de las heridas en castellano, es el primer disco del dúo formado por Gontzal Mendibil y Xabier Castillo Miota Xeberri. El álbum fue lanzado en 1976 por la compañía discográfica IZ. Junto a Gontzal Mendibil y Xabier Castillo Miota Xeberri formaban el grupo el guitarrista Carlos Montero, el pianista Asier Loroño, el flautista José Oliver y el percusionista E. Duarte. El disco se grabó en los estudios Regson de Madrid. Mendibil y Xeberri dieron más de 200 conciertos en año y medio que se mantuvo el dúo. Del disco, que obtuvo un gran éxito y se ha quedado como un referente de la canción protesta en lengua vasca, se vendieron en seis meses más de 25.000 copias.

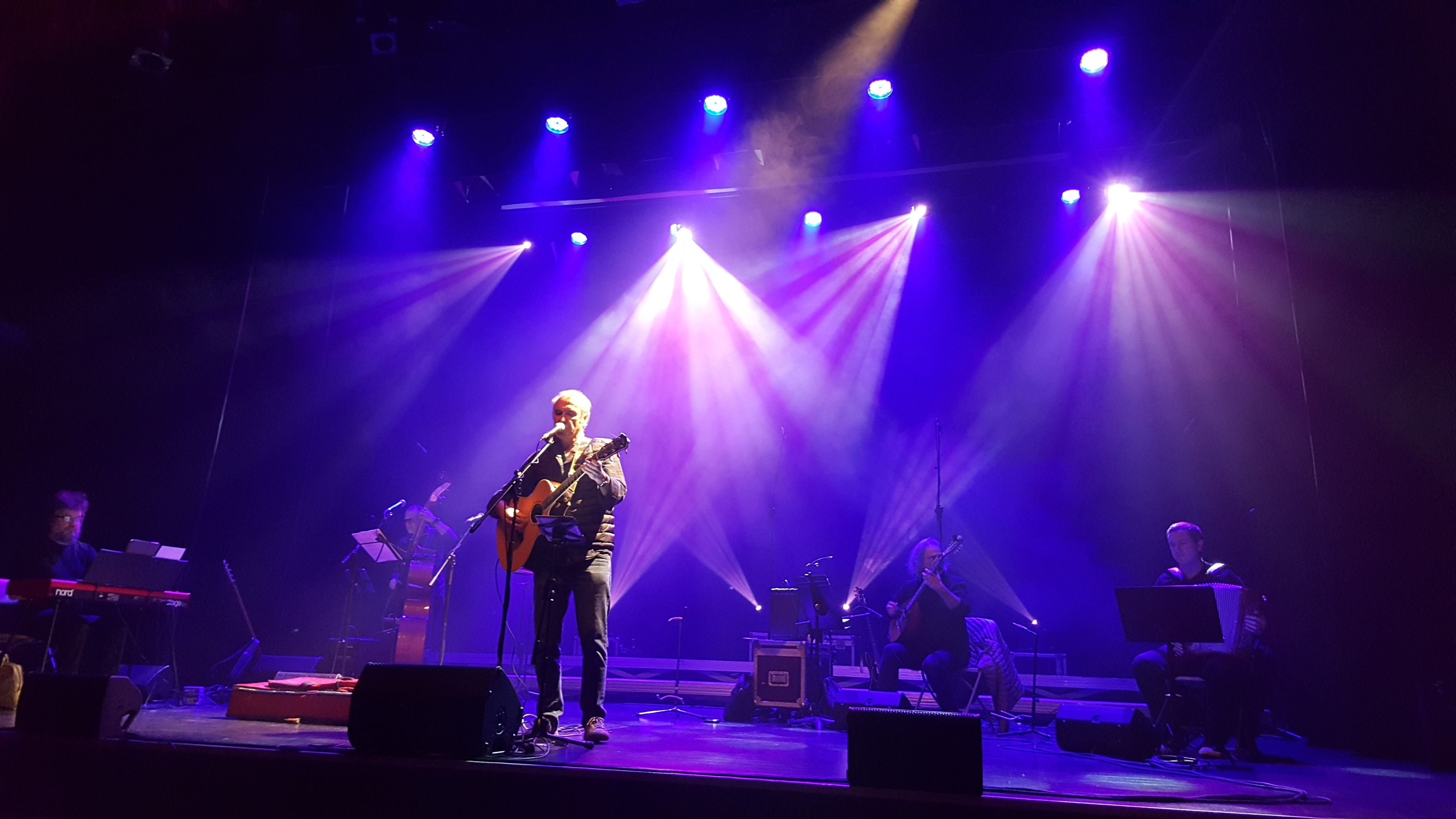
Gontzal Mendibil

El disco contiene las siguientes piezas:
1. Kapitalismoak (Capitalismo)
2. Kailean zehar (Cruzar la calle )
3. Laster laster (Pronto pronto )
4. Egungo giropean (Bajo el clima actual )
5. Geu askatzaile (Nosotros los libertadores )
6. Bidari (Pasajero )
7. Gogoa nun dugu (Estamos de humor )
8. Gure mutillak (Nuestros chicos )
9. Bagare (Somos )

De ellas Kapitalismoak y Bagare se convirtieron en himnos de la protesta y de la transición en el Euskal Herria popularizándose especialmente el tema Bagare que se canta en reuniones, comidas y cenas de amigos. Kapitalismoak se convirtió en un tema de protesta, presente en huelgas y actos políticos en especial de la Izquierda Abertzale. En las Elecciones al Parlamento Vasco de 2020 el Partido Nacionalista Vasco (PNV) utilizó la pieza Gogoa nu dugu en el spot publicitario e Iñigo Urkullu la cantó en el acto de recepción de resultados
Kapitalismoak
El tema Kapitalismoak (Capitalismo), que abre el disco Zaurietatik dario fue compuesto y escrito por Jesús María Markiegi. Tiene un evidente mensaje anticapitalista, socialista y patriótico. En 2004, el grupo "Kloratita" hizo una versión de la canción bajo el título de Biharko Euskal Herria (La mañana de Euskal Herria), que apareció en el disco Inoiz baino gehiago...(Más que nunca...).

El tema se inicia con los siguientes versos:

Kapitalismoak dakarren (El capitalismo trae)

katai ta zapalketa (cadenas y opresion)

izan dadila guretzat (que seamos nosotros)

indar askatzailea (la fuerza liberadora)

Bagare
El tema Bagare (Somos en español) es el que cierra el álbum Zaurietatik dario (Fluyen las heridas), fue escrita por Bittor Kapanaga y musicada por Gontzal Mendibile en diciembre de 1974 en la finca Apieta en el barrio de Aramayona de Oleta, cerca de Ochandiano. Se trata de un juego realizado usando las variaciones de la palabra bagara (Vamos en español)en los diferentes dialectos de la lengua vasca. La canción tiene un mensaje claro para la unidad entre la lengua vasca y el pueblo vasco.
El tema comienzan así:

Araban bagare (En Álava "bagare")

Gipuzkun bagera (En Guipúzcoa "bagara"

Xiberun bagire (En Sola "bagire")

ta Bizkaian bagara (En Vizcaya "bagara")

Baita ere, Lapurdi (y también en Labort)

ta Nafarran. (y en Navarra.)

Guztiok gara euskaldun (Todos somos vascohablantes)

guztiok anaiak gara (todos somos hermanos)

nahiz eta hitz ezberdinez (incluso con palabras diferentes)

bat bera dugu hizkera .. (tenemos el mismo idioma)